# Salvia henryi
Salvia henryi är en kransblommig växtart som beskrevs av Asa Gray. Salvia henryi ingår i släktet salvior, och familjen kransblommiga växter. Inga underarter finns listade i Catalogue of Life.